# وباء فيروس الإيبولا في غينيا
يمثل وباء فيروس إيبولا في غينيا أول تفشي للإيبولا على الإطلاق في غرب أفريقيا. كانت التفشيات السابقة تقتصر على عدة بلدان في جنوب الصحراء الإفريقية. وأصبح الوباء الذي بدأ بوفاة طفل يبلغ من العمر سنتين في عام 2013 جزءًا من وباء إيبولا في غرب أفريقيا الذي انتشر عبر غينيا والبلدان المجاورة في ليبريا وسيراليون، مع تفشي طفيف في السنغال ونيجيريا ومالي. وفي عام 2015، أعلنت منظمة الصحة العالمية التابعة للأمم المتحدة عن غينيا كمنطقة خالية من نقل فيروس إيبولا.

## الوبائيات
يعتقد الباحثون أن الحالة الأولى كانت صبي يبلغ من العمر عامين وكان يعيش في قرية ميلياندو، غيكيدو الواقعة في إقليم نزيريكوري في غينيا . ويعتقد الباحثون من معهد روبرت كوخ في برلين أن الصبي أُصيب بالفيروس بينما كان يلعب بالقرب من شجرة كانت مكانًا لعش للخفافيش حرة الذيل المصابة بالفيروس. وقال الدكتور فابيان ليندرتز، وهو أحد علماء الوبائيات المشاركون في فريق التحقيق، إن فيروس إيبولا ينتقل إلى البشر إما عن طريق الاتصال بالحياة البرية (كالغوريلا، والقرود)، أو عن طريق الاتصال المباشر بالخفافيش. أُصيب الصبي، الذي عُرف فيما بعد باسم إميل أوامونو، بالمرض في 2 ديسمبر / كانون الأول 2013 وتوفي بعد أربعة أيام. سقطت شقيقة الصبي التالية، تلتها والدته وجدته. ويُعتقد أن فيروس إيبولا انتشر فيما بعد إلى قريتي داندو بومبو ودوا، وكلاهما في غيكيدو، من قبل القابلة التي أتت بالصبي. وانتشر الفيروس من قرية داوا إلى مقاطعة غيكيدو بالادو ومنطقة غيكيدو فاراكو، وإلى ماشنتا وكيسيدوغو.
وعلى الرغم من أن الإيبولا يمثل قضية صحية عامة رئيسية في جنوب الصحراء الإفريقية، إلا أنه لم يتم الإبلاغ عن أي حالة في غرب أفريقيا، وتم تشخيص الحالات المبكرة بأنها أمراض أخرى أكثر شيوعًا في المنطقة مثل حمى لاسا، أو حمى نزفية فيروسية أخرى مشابهة للإيبولا. وهكذا، تفشى مرض فيروس إيبولا بحلول مارس 2014. وفي 23 آذار / مارس، أعلنت منظمة الصحة العالمية عن تفشي مرض فيروس إيبولا في غينيا بمجموع 49 حالة حتى ذلك التاريخ. وبحلول أواخر مايو / أيار، انتشر المرض إلى كوناكري، عاصمة غينيا، وهي مدينة يبلغ عدد سكانها حوالي مليوني نسمة.

## جهود الاحتواء

### الحجر الصحيوقيود السفر
وفي مارس / آذار، أعلن الرئيس الغيني ألفا كوندي حالة طوارئ صحية وطنية بسبب تفشي المرض. وقال إن الجهود الرامية إلى مكافحة انتشار فيروس الايبولا ستشمل منع مرضى الايبولا من مغادرة منازلهم ومراقبة الحدود وفرض القيود على السفر، وحجز الأفراد المشتبه في اصابتهم في المستشفيات حتى يتم التحقق من عدم إصابتهم طبقًا لنتائج المختبر. كما تم حظر نقل الموتى بين المدن.
يُعد تعقب الأمراض بصورة جيدة أمرًا هامًا لمنع انتشار المرض. وقد حدثت تفشيات سابقة للإيبولا في المناطق النائية مما جعل من احتواءه أمرًا أسهل؛ فقد اندلع هذا التفشي في منطقة تقع في قلب منطقة ذات كثافة عالية في التنقل وذات كثافة سكانية عالية، مما جعل عملية التتبع أكثر صعوبة: "هذه المرة، ينتقل الفيروس دون عناء عبر الحدود بالطائرة والسيارة والقدم، كما ينتقل من الغابات إلى المدن ويظهر في مجموعات بعيدة عن أي إصابات معروفة سابقًا، كما أن إغلاق الحدود وحظر الرحلات وحجر الحجر الصحي الشامل لم يكن فعالًا تلك المرة ". وقال بيتر بيوت، الذي شارك في اكتشاف إيبولا، إن فيروس إيبولا "لا يتفشى" بصورة خطية "في هذه المرة، فهو يتنقل، ولا سيما في ليبيريا وغينيا وسيراليون.

## مخاوف العاملين في الرعاية الصحية والعيادات

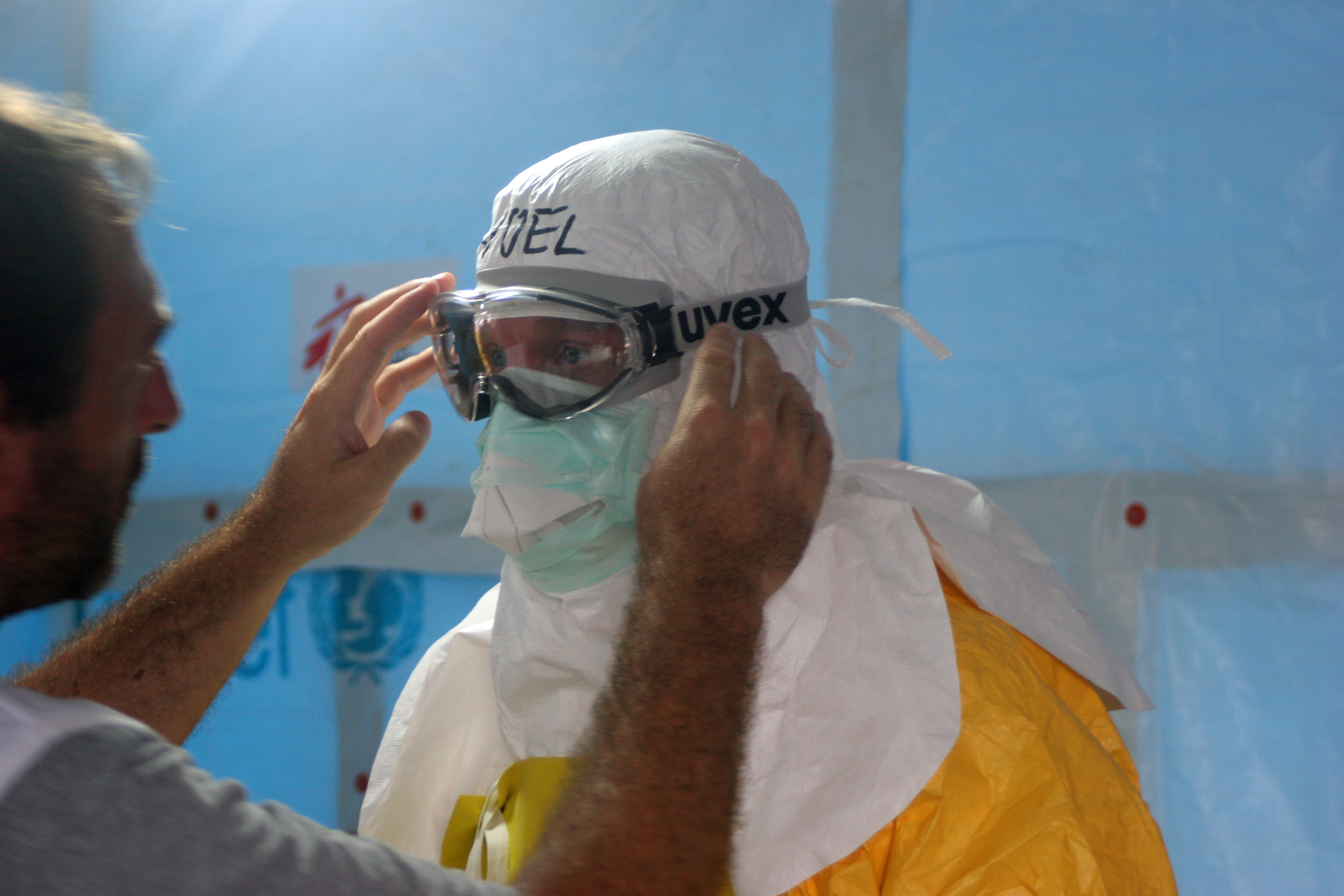
أحد موظفي منظمة أطباء بلا حدود، بداخل ملابس واقية

كانت عملية الاحتواء صعبة بسبب مخاوف العاملين في مجال الرعاية الصحية. وقد تهرب الأشخاص المصابون والمتصلون بهم من التعقب، والتحرك بإرادتهم وإخفاء أمراضهم في حين كانوا ينقلون المرض إلى الآخرين بدورهم. وقد أٌغلقت قرى بأكملها نتيجةً للخوف، مما أتاح للمرض فرصة الانتقال في منطقة أخرى. وتفيد التقارير أنه يعتقد أن العاملين بالرعاية الصحية في بعض المناطق ينشرون هذا المرض عمدًا للشعب، في حين يعتقد آخرون أن هذا المرض غير موجود. اندلعت أعمال الشغب في العاصمة الإقليمية، نزيريكوري، عندما انتشرت الشائعات بأن الناس أصيبوا بالمرض أثناء رش العاملون الصحيون منطقة السوق لتطهيرها.
وفي مايو / أيار، بدا أن عدد حالات الإيبولا قد أخذت في التناقص، وأغلقت منظمة أطباء بلا حدود منشأة للعلاج في منطقة ماسنتا لأن تفشي الإيبولا أخذ في الانخفاض. وفي ذلك الوقت كان يُعتقد أن الحالات الجديدة كان سببها عودة بعض الأشخاص من ليبريا أو سيراليون، إلا أنه اقتُرح فيما بعد أن القرويون أصبحوا خائفين واخذوا يخبئون الحالات بدلًا من الإبلاغ عنها. أدى رؤية العمال الذين يرتدون ملابس الحماية المطلوبة التي يرتديها العاملون في مجال الصحة وأخذ المشتبه في إصابتهم بالإيبولا أو الاتصال بأشخاص مصابين إلى مركز العلاج (حيث يصبح من الممكن عدم رؤيتهم مرة أخرى)، ورفض طقوس الدفن المعتادة عند وفاة المرضى، والإجراءات الأخرى المتخذة من قبل الأفراد غير المألوفين الذين جاءوا إلى مناطقهم النائية، أدى كل هذا إلى شائعات عن إتجار هؤلاء الأشخاص بأعضاء المرضى. ووفقًا لتقرير إخباري صدر في سبتمبر / أيلول، "يقول العديد من الغينيين إن العاملين في مجال الرعاية الصحية المحليين والأجانب ما هم إلا جزء من مؤامرة نتجت عن اندلاع الوباء عن عمد، أو اخترعها كوسيلة لإغراء الأفارقة في العيادات لأخذ دمائهم وأعضائهم". وكما هو مبين في مقالة إخبارية أخرى، "لا يشبه العاملون الصحيون أي شخص تم رؤيته من قبل، فهم يؤدون أعمالهم ببطء، ثم يختفون في الخيمة حيث قد تكون أمك أو أخيك، ولتترك ما يحدث إلى خيالك، وبدأ القرويون يهمسون لبعضهم البعض، إنهم يأخذون أعضائنا، وأطرافنا ". وعلاوةً على ذلك، بسبب الخوف، تجنب كثير من الناس العلاج في المستشفى من أي مرض، واتجهوا إلى التداوي بالأوية المتاحة بدون وصفة من الصيدلية.
وفي 18 أيلول / سبتمبر، قُتل ثمانية من أفراد فريق الرعاية الصحية على أيدي قرويين محليين في بلدة وومي بالقرب من نزيريكوري. وكان الفريق يتألف من مسؤولين صحيين وحكوميين يرافقهم صحافيون يقومون بتوزيع المعلومات عن فيروس إيبولا والقيام بأعمال التطهير. وقد تعرضوا لهجوم بالسواطير والخطاطيف، وتم العثور على جثثهم في خزان للصرف الصحي. وكان من بين القتلى ثلاثة صحفيين وأربعة متطوعين.

## تطور الوباء

### أكتوبر 2014

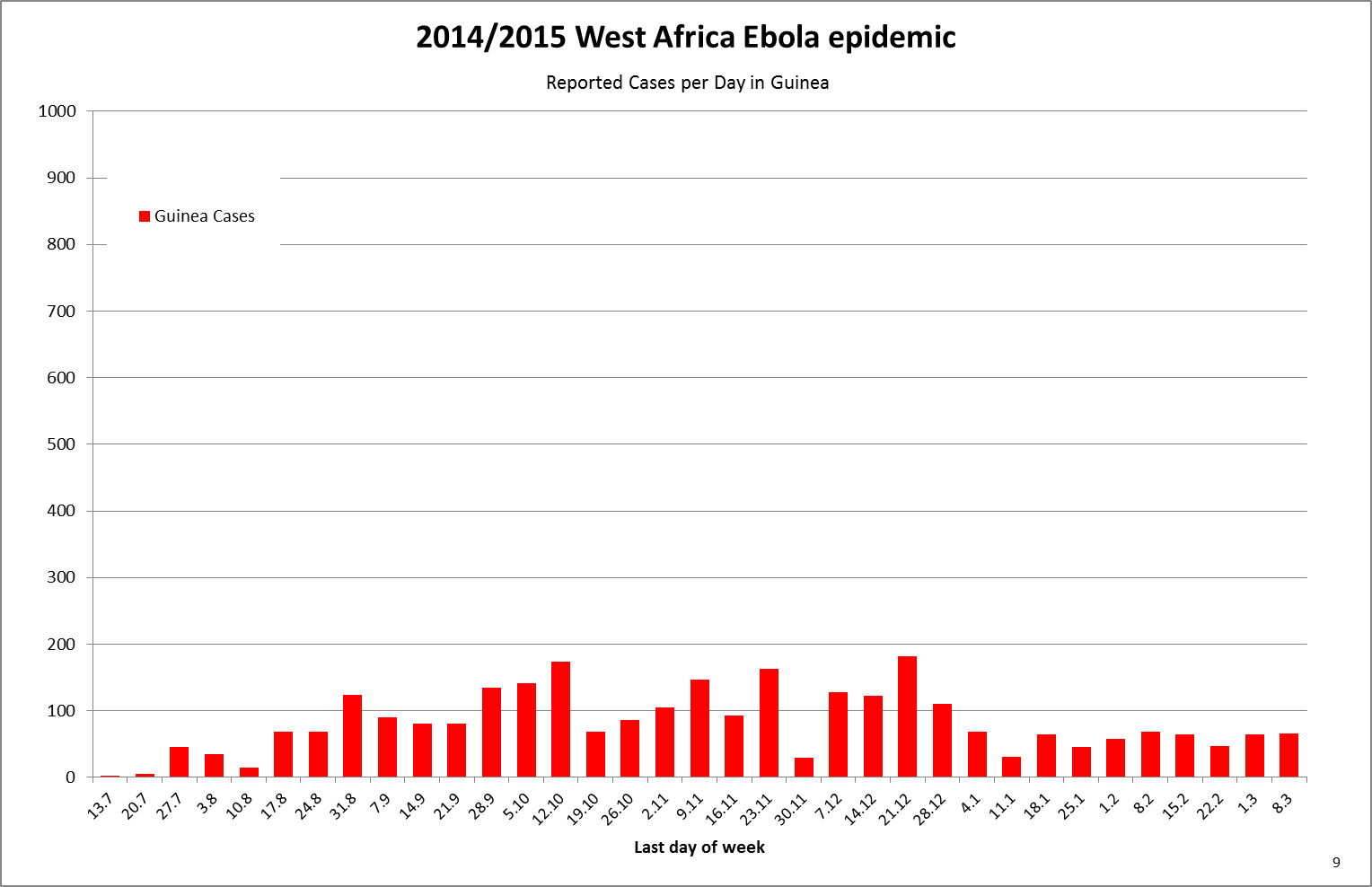
الحالات الأسبوعية المبلغ عنها للإيبولا في غينيا كما هو موضح في ويكيبيديا 2014 فيروس إيبولا في غرب أفريقيا الجدول الزمني للحالات والوفيات المبلغ عنها؛ يتم استيفاء بعض القيم.

حظر حاكم كوناكري، سوريبا سوريل كامارا، جميع الأحداث الثقافية لعطلةعيد الأضحى بمرسوم بتاريخ 2 أكتوبر 2014.
وفي تقرير منظمة الصحة العالمية عن الوضع والمؤرخ بتاريخ 8 أكتوبر لعام 2014، أفادت التقارير بارتفاع انتقال فيروس إيبولا بشكل مستمر مع ما يقرب من 100 حالة مؤكدة جديدة في الأسبوع الأول من أكتوبر. كما تم الإبلاغ عن الحالات الأولى في منطقة لولا. وأفادت منظمة أطباء بلا حدود عن ارتفاع حاد في عدد الحالات الجديدة في العاصمة كوناكري. واستقبلت أحد المنشآت الطبية 22 مريضًا في يوم واحد (6 أكتوبر)، 18 منهم جاءوا من منطقة كوياه، على بعد 50 كيلومترا شرق كوناكري.
وفي 19 تشرين الأول / أكتوبر، أبلغت غينيا عن وجود منطقتين جديدتين مع حالات الإصابة بفيروس إيبولا. وأكدت منطقة كانكان، الموجودة على الحدود مع ساحل العاج والطريق التجاري الرئيسي لمالي وجود حالة واحدة. كما تعتبر كانكان إحدى المناطق الواقعة على حدود منطقة كيروا، وهي واحدة من أكثر المناطق نقلًا للفيروسات. كما أبلغت منطقة فارانا الواقعة شمال منطقة كوانادوغو الحدودية في سيراليون عن حالة مؤكدة. وكانت كوينادوغو واحدة من آخر المناطق التي تم تطهيرها من الإيبولا في ذلك البلد. ووفقًا لتقرير منظمة الصحة العالمية، فإن هذا التطور الجديد يبرز الحاجة إلى زيادة مراقبة حركة المرور عبر الحدود في محاولة لاحتواء المرض في البلدان الثلاثة الأكثر تضررًا.
وفي 23 تشرين الأول / أكتوبر، أعلن ساكوبا كيتا، رئيس بعثة الإيبولا في غينيا، أن الحكومة بدأت تعوض أسر العاملين في مجال الرعاية الصحية الذين توفوا بعد إصابتهم بالفيروس. وفي ذلك الوقت، توفي 42 من العاملين في مجال الرعاية الصحية، بمن فيهم الأطباء والممرضات والسائقون والحمالون. وبلغ مجموع التعويضات 000 10 دولار (200 6 جنيه استرليني) تم صرفها على دفعات.

### نوفمبر 2014
وفي منتصف تشرين الثاني / نوفمبر، أفادت منظمة الصحة العالمية أنه في الوقت الذي يستمر فيه انتقال الفيروس بصورة مكثفة ولا يزال يتم إحصاء حالات الوفيات والإصابات بشكل غير كافي، إلا أنه توجد بعض الأدلة على عدم تزايد حالات الإصابة على الصعيد الوطني في غينيا. كما أفادت أيضًا أن أعداد الحالات في بعض المقاطعات كانت متقلبة، ولكنها لا تزال ترتفع باستمرار. وقد تراجعت أعداد الحالات الجديدة في مركز الانتشار غويكيدو، ولكن لا يزال انتقاله مرتفعا في ماسنتا. ومن بين ما مجموعه 34 مقاطعة في غينيا، لا تزال 10 مناطق غير متأثرة بالإيبولا، على النقيض من ليبريا وسيراليون، حيث تأثرت كل المقاطعات.
وفي 20 تشرين الثاني / نوفمبر، أرسلت الحركة الدولية للصليب الأحمر والهلال الأحمر في محافظة كانكان عينات دم عن طريق ساعي عندما أوقف اللصوص سيارة الأجرة التي كان يسافر فيها. واستولت العصابة على الحقيبة التي تحتوي على عينات الدم. وقد وجهت سلطات غينيا نداءًا علنيًا لعودة عينات الدم. وقعت السرقة بالقرب من بلدة كيسيدوغو.

### ديسمبر 2014
وفي 14 كانون الأول / ديسمبر، ذكرت منظمة الصحة العالمية أن 17 مقاطعة أبلغت عن حالات جديدة مؤكدة أو مشتبه فيها في هذا الأسبوع. وأبلغت غينيا عن 4116 2 حالة مع حدوث 1،525 حالة وفاة في هذا التاريخ. ولم يبلغ عن سوى 10 حالات من أصل 34 مقاطعة. وأبلغت كوناكري عن 18 حالة جديدة في هذا الأسبوع. بينما أصبحت منطقة سيغيري الشمالية مصدر قلق خاص، لأنها تقع على الحدود مع مالي وأفادت بوجود 4 حالات جديدة محتملة.

### دولة خالية من انتقال فيروس إيبولا
أُعلنت البلاد خالية من انتقال فيروس إيبولا في 29 كانون الأول / ديسمبر، أي بعد 42 يومًا من النتائج السلبية لاختبار آخر مريض إيبولا للمرة الثانية. أصبحت غينيا تباعًا في فترة 90 يومًا من المراقبة المشددة وفقًا لمنظمة الصحة العالمية للأمم المتحدة التي قدمت أيضًا المساعدة - بتمويل من الجهات المانحة للوكالة.

## حالات جديدة مارس 2016
أفادت حكومة غينيا في 17 مارس / آذار 2016 أن شخصين قد أتوا بنتائج إيجابية لفيروس إيبولا في كوروكبارا. كما أُفيد أيضًا أنهم من القرية التي توفي أفراد أسرتها جميعًا مؤخرًا من القيء والإسهال. وفي 19 آذار / مارس، أفادت الأنباء أن شخصًا آخر تُوفي بسبب الفيروس في مركز العلاج في نزيريكور. وقد قامت حكومة البلاد بالحجر الصحى للمنطقة المحيطة بالمنزل حيث وقعت هذه الحالات. كانت هذه المنطقة من غينيا هي المنطقة التي سُجلت فيها الحالة الأولى في ديسمبر 2013، في بداية تفشي فيروس إيبولا. وفي 22 آذار / مارس، أفادت الأنباء أن السلطات الطبية في غينيا قد قامت بحجر 816 شخصًا على الأرجح لأنها كانت على اتصال بالحالات السابقة (أكثر من مائة شخص يعتبرون خطرا كبيرا)؛ وفي نفس اليوم أمرت ليبريا بغلق حدودها مع غينيا. وقد سجلت محافظة ماسينتا، على بعد 200 كيلومتر من كوروكبارا، حالة الوفاة الخامسة بسبب مرض فيروس إيبولا في غينيا. وفي 29 آذار / مارس، أفادت التقارير بأنه تم التعرف على حوالي 1000 شخص كانوا على اتصال (مان 142 منهم يمثلون خطرًا شديدًا)، وفي 30 آذار / مارس، تم الإبلاغ 3 حالات أخرى مؤكدة من محافظة كوروبارا الفرعية في غينيا. وفي 1 نيسان / أبريل، أُفيد بأن حالات التي كانت على اتصال بالمصابين، والتي بلغ عددها المئات، تم تطعيمها بلقاح تجريبي، في نهج "التطعيم الدائري".
وفي 5 أبريل، أفادت التقارير بوجود تسع حالات جديدة للإيبولا منذ عودة الفيروس إلى الظهور. وقد توفي ثمانية من هذه الحالات التسع. وبعد فترة انتظار استمرت 42 يومًا، أعلنت منظمة الصحة العالمية أن البلد أصبح خالٍ من فيروس إيبولا في 1 يونيه.

## بعض الأعمال المشتقة من أزمة الإيبولا
- "إيبولا الأبيض"، وهي أغنية سياسية غناه السيد مونروفيا، و أغ دا بروفيت و دادي كول، تركزت على انعدام الثقة العام بالأجانب.[44]
- "إيبولا في المدينة"، لحن الرقص ألفه مجموعة من مغنيي الراب في غرب أفريقيا، D-12، شادو و كوززي أوف 2 كينغس، يحذرون فيه الناس من مخاطر فيروس إيبولا وشرح كيفية التفاعل.[45][46]
- المغني السنغالي شومان سخر من "مظلة" ريانا في "إيبولا هنا. تحذر كلمات الأغنية السكان المحليين من أن "هذا المرض هو من بين جيراننا، الليبريين والغينيين".[46][47]
- وقد تم تسجيل أغنية "أفريقيا توقف الإيبولا"، التي تضم مساهمات من الفنانين الماليين والغينيين والإيفوريين والكونغوليين والسنغاليين لزيادة الوعي بالإيبولا، وتقدم معلومات عن كيفية حماية الناس من المرض.[48] الأغنية تغنى بالعديد من اللغات المحلية.[49]
- كما كان هناك عدد من النكات المتعلقة بالإيبولا المتداولة في غرب أفريقيا.[50]

## روابط خارجية
- CDC Ebola in Guinea
- Guinea profile from the بي بي سي نيوز
- CDC Ebola outbreak map
- "Ebola outbreak: timeline". Médecins Sans Frontières/Doctors Without Borders. مؤرشف من الأصل في 2016-10-24.